# O Grande Elias (semanário)
O Grande Elias: semanário ilustrado, literario e teatral  foi um jornal dirigido por Joaquim dos Anjos, publicado semanalmente em Lisboa entre outubro de 1903 e janeiro de 1905, cuja edição esteve a cargo de A Editora. Os assuntos abordados versam sobre teatro e literatura portuguesa da época. A escolha do título Grande Elias é explicada na primeira página da primeira edição  (na qual sobressai  a imagem do ator Taborda) como homenagem ao sucesso do monólogo teatral recitado pelo ator Augusto Rosa.